# Grote (baltisches Adelsgeschlecht)

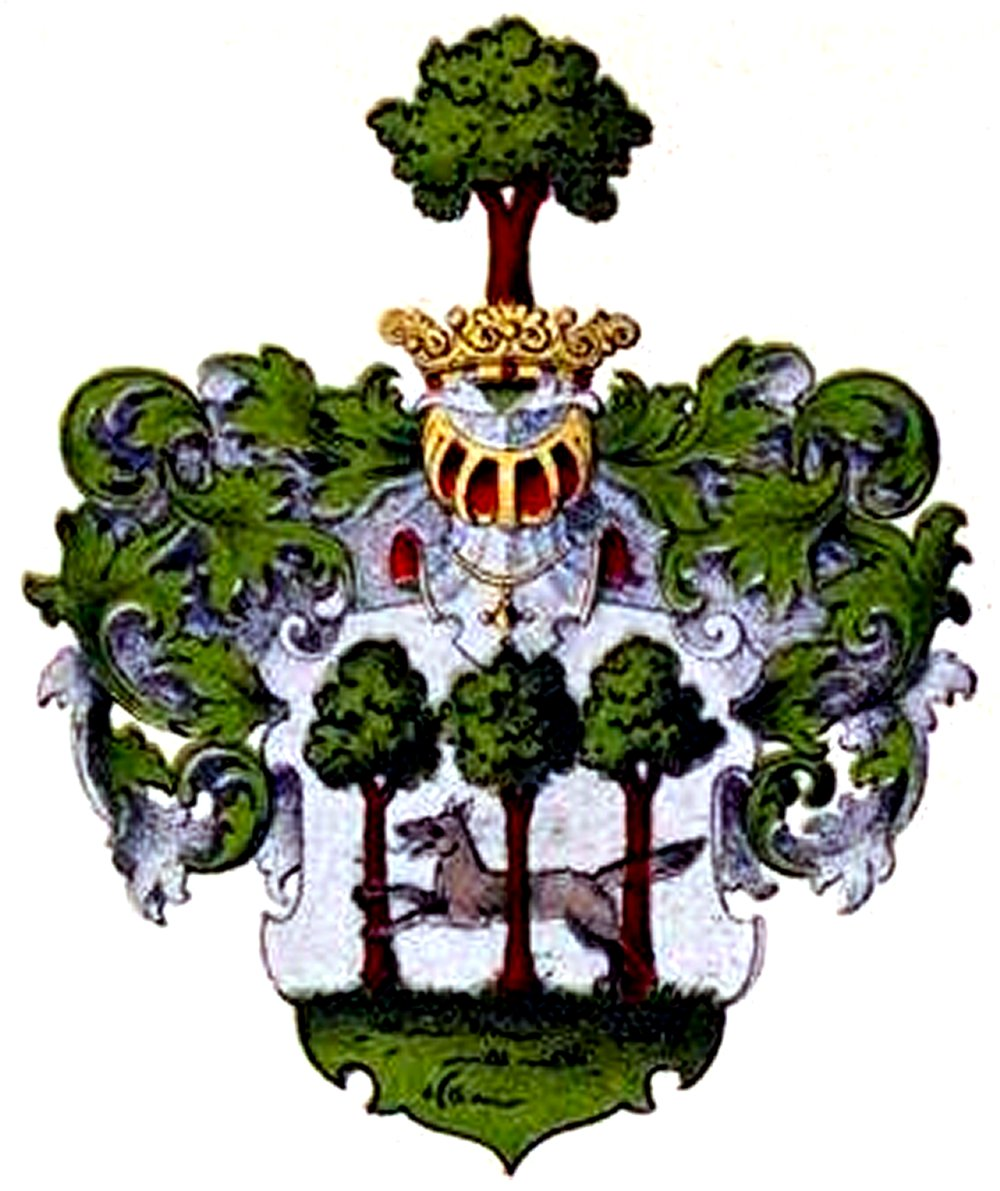
Wappen derer von Grote

Grote ist der Familienname eines baltischen Adelsgeschlechts, das am 29. März 1775 in den Reichsadelsstand erhoben und 1797 in die Adelsmatrikel der Livländischen Ritterschaft immatrikuliert wurde. Es brachte bedeutende estländische Landespolitiker, Staatsräte und höhere Offiziere hervor.
Das baltische Adelsgeschlecht Grote steht in keinem agnatischen Zusammenhang mit dem alten niedersächsischen Geschlecht von Grote aus dem Fürstentum Lüneburg oder mit den westfälischen Grote.

## Geschichte
Als Stammvater der baltischen von Grote gilt Lütke Grote, der am 21. Februar 1625 in Bremen urkundlich erwähnt wurde. Er stammte aus dem Stift Verden, welches 1648 durch den Westfälischen Frieden als Territorium Bremen-Verden an Schweden kam. Im Jahr 1625 hat Lütke Grote in Bremen den Bürgereid abgelegt. Seine beiden Söhne Helmcke Grote (* 1653) und Gerat Grote († 1666) waren ebenfalls Bürger der Stadt Bremen. Helmckes Sohn war Gerdt Grote (* 1674) und dessen in Bremen geborener Sohn Wilhelm Grote (1698–1772) zog nach Riga.
Gerat Grotes († 1666) Sohn Johann Grote wanderte 1654 nach Riga aus, wurde dort 1699 Ältermann der Großen Gilde, Ratsherr und Bürgermeister, er starb 1719. Johann Grote nahm Wilhelm Grote (1698–1772) in Riga als Pflegesohn auf. Wilhelm wurde Kaufmann und war Ältermann in der Großen Gilde von Riga, in seinem Pfandbesitz befand sich das Gut Naukschen (siehe Besitzungen). Dessen Enkelsohn Friedrich von Grote (1768–1836) aus Riga war Mitbegründer der livländischen Güter Kredit Sozietät und 1806 bis 1810 deren Oberdirektor. 1812 bis 1830 fungierte er als Kreisdeputierter und 1830 bis 1822 als Landmarschall.

## Stammfolge
- Wilhelm Grote (* 1698 in Bremen; † 1772 in Riga), Kaufmann, Ältermann der Großen Gilde, Pfandbesitzer von Naukschen und Rujenbach
  - Adam Heinrich von Grote (* 1735 in Riga; † 1817), Kaufmann und Ältermann der Großen Gilde in Riga, 1775 Erhebung in den Deutschen Reichsadelstand, Eintrag in die Livländische Ritterschaft, 1797 Livländisches Indigenat, Herr auf Naukschen, Puderküll, Heringshof mit Hessenhof und Jummerdehn
    - Friedrich von Grote (1768 – 1836), Landmarschall in Livland
      - Linie I.: Heinrich Wilhelm von Grote (1797 – 1878), Rittmeister und kaiserlich russischer Staatsrat, Herr auf Naukschen und Rujenbach
        - Friedrich Wilhelm Michael von Grote (* 1823 in Sankt Petersburg; † 1892 in Baden-Baden), kaiserlich russischer „Wirklicher Staatsrat“
        - Eduard Heinrich Alexander von Grote (* 1824 in Sankt Petersburg; † 1859 in Zermatt)
        - Nikolaus Friedrich Wilhelm Michael von Grote (1828 – 1882), kaiserlich russischer Staatsrat

      - II. Linie: Moritz Friedrich von Grote (1799 – 1884), russischer Oberst und livländischer Landrat, Herr auf Lemburg, Carolen, Kawershof und Langenss, Taurp und Jummerdehn
        - Friedrich Wilhelm Michael Maria Alfred von Grote (* 1823; † 1895 in Sankt Petersburg), Oberschenk am kaiserlich-russischen Hof und Senator
        - Karl Georg Wilhelm Maria Nikolaus von Grote (* 1826 in Sankt Petersburg; † 1911 in Dorpat), russischer Rittmeister, Wirklicher Staatsrat und Kreisdeputierter, Herr auf Carolen, Kawershof und Langensee
          - Heinrich Alfred Friedrich Alexander Maria von Grote (* 1872 auf Kawershof;  † 1946 Schöneiche bei Berlin), Herr auf Calrolen, Kawershof und Langensee
            - Nikolaus Alfred Alexander Maria von Grote (* 1897 in Sankt Petersburg; † 1976) Dr. rer. pol.
            - Alexander Friedrich Helmke Maria von Grote (* 1901 in Carolen; † 1945 gefallen in Budapest), Maschinenbauingenieur
              - Klaus Heinrich Hermann Maria von Grote (* 1934 in Berlin; † 2015 in Glücksburg), IT-Spezialist
              - Michael Alexander von Grote, (* 1938 in Berlin; † 1961 in Köln), stud. med. vet.
              - Alexandra von Grote (* 1944 in Bad Polzin), Autorin, Regisseurin sowie Drehbuchautorin

            - Otto Heinrich Maria von Grote (* 1909 in Carolen; † 1987 in Heusenstamm), Legitationsrat
            - Alfred Adam Heinrich Maria von Grote (* 1916 in Sankt Petersburg; † 1999 in München), Oberst i. G.
              - Georg-Wilhelm Alfred Heinrich Maria von Grote (* 1952 in Ratingen) Rechtsanwalt, Journalist
                - Natalie Valeska Maria von Grote (* 1983 in Dachau)
                - Florence Nadine Maria von Grote (* 1983 in Dachau)

        - Alexander Michael Andreas Maria von Grote (* 1829 in Florenz; † 1917 in Riga), livländischer Landrat, Herr auf Lemburg und Naukschen

## Besitzungen
Die Familie, die zahlenmäßig nicht sehr groß war, war teilweise oder zeitweise in Livland im Besitz von folgenden Gütern und Höfen: Rujenbach, Naukschen, Heringshof, Hessenhof, Schadenhof, Puderküll, Planup, Moritzberg, Taurup und Jammerdehn. Im lettischen Distrikt waren es Schloss Lemburg mit Wittenhof, Carolen mit Rebsberg und Kawershof mit Langensee.

### Gut Naukschen
Der Gutshof Naukschen liegt im Norden Lettlands, auf ihm steht ein zweistöckiges Herrenhaus. Es wurde im Jahre 1820 erbaut und 1843 von Friedrich Gottlieb Gläser im Empirestil nach den Entwürfen seines Vermieters Heinrich Wilhelm von Groth (1797 – 1878) renoviert. Es beherbergt heute das Heimatmuseum Naukšēni.

### Gut Kollo
Dieses Gut (estnisch: Kolu) wurde um 1639 erstmals erwähnt und verblieb bis 1874 bei der Familie von Grote. Es wechselte später an die Familien Middenhof und Schilling. Nach der Bodenreform wurde das Herrenhaus als Schule genutzt. Seit 1996 ist das Anwesen in Privatbesitz, zu dem Herrenhaus gehört ein weitläufiger Park.

### Kawershof
Seit 1541 hieß die Ortschaft Rastgarwe, sie wurde im 16. Jahrhundert zum Gut Restjerw und kam in den Besitz von Jürgen Kawer, von daher erhielt es auch den Namen Kawershof (estnisch: Kaagjärve). Ab 1627 kam es in Besitz der Familie Stagnitz, Golovin und von Brüggen. 1919 wurde es von Heinrich von Grote (1872 – 1946) erworben. In den 1850er Jahren wurde das stilvolle Neorenaissance-Hauptgebäude errichtet (heute zu einer Schule umgebaut).

### Carolen
Das Gut Karula Manor (deutsch: Karolen oder Carolen) wurde im Jahre 1741 gegründet und gehörte den Familien von Delwig, von Brüggen und von Grote. Das vornehme zweistöckige Hauptgebäude (aus dem 18. Jh., ergänzt im 19.–20. Jh.) ist zerstört. Erhalten geblieben sind mehrere Nebengebäude, darunter das stilvolle, einer mittelalterlichen Burg ähnelnde neugotische Verwalterhaus. In der Nähe des Gutszentrums befindet sich der Friedhof der Familie von Grote mit der neugotischen Friedhofskapelle (in Trümmern).

### Schloss Lemburg
„Das Schloss Lemburg mit seinem imposanten Quergiebel liegt südlich von Sigulda (deutsch: Segewold) und wurde als Befestigung vom Deutschen Orden schon um 1386 angelegt. 1577 nahmen dänische Truppen die Befestigung ein. Das Gut wurde 1622 nach der Eroberung durch den Schwedenkönig Gustav Adolf an den Oberst Niels Asserson Mannerskiöld verliehen. 1753 ging das Gut an Frau Strauss und später an den Landrat Wilhelm von Taube, der es 1806 an Wilhelm von Blankenhagen verpfändete. Durch Kauf erwarb Moritz Friedrich von Grote (1799 – 1884) den Besitz. In den Wirren um 1905 wurde das Herrenhaus durch einen Brand zerstört aber durch Alexander Friedrich von Grote (1901 – 1945) im klassizistischen Stil nach Plänen von Wilhelm Bockslaff (1858 – 1945) wiederaufgebaut. Bis zur Enteignung 1920 führte die Tochter Else das Gut. Es folgten verschiedene Nutzungen des Gebäudes als Schule, Verwaltungssitz und Erholungsheim. 2008 wurde das Gebäude zum 150. Geburtstag von Wilhelm Bockslaff restauriert und dient heute als Hotel. Im Garten steht eine Bronzestatue zu Ehren von Wilhelm Bockslaff“.

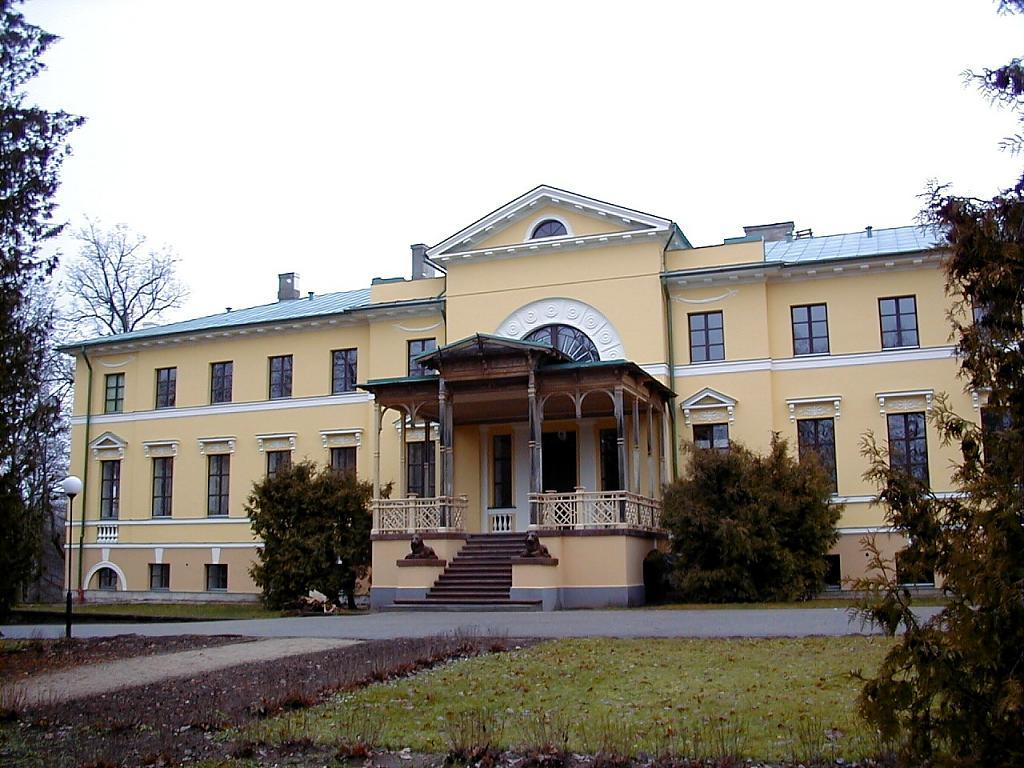
Herrenhaus in Naukschen
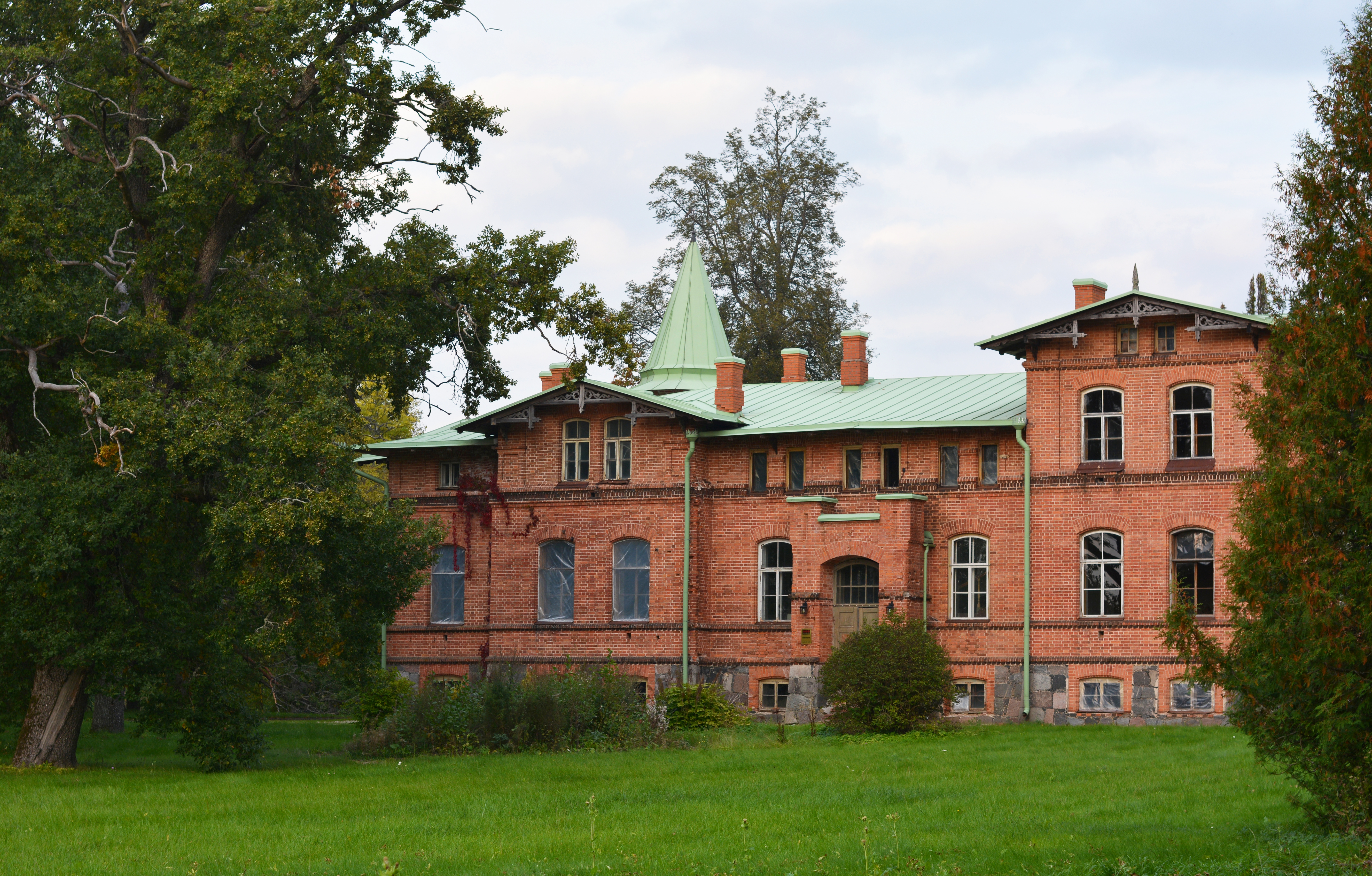
Herrenhaus auf Kolu
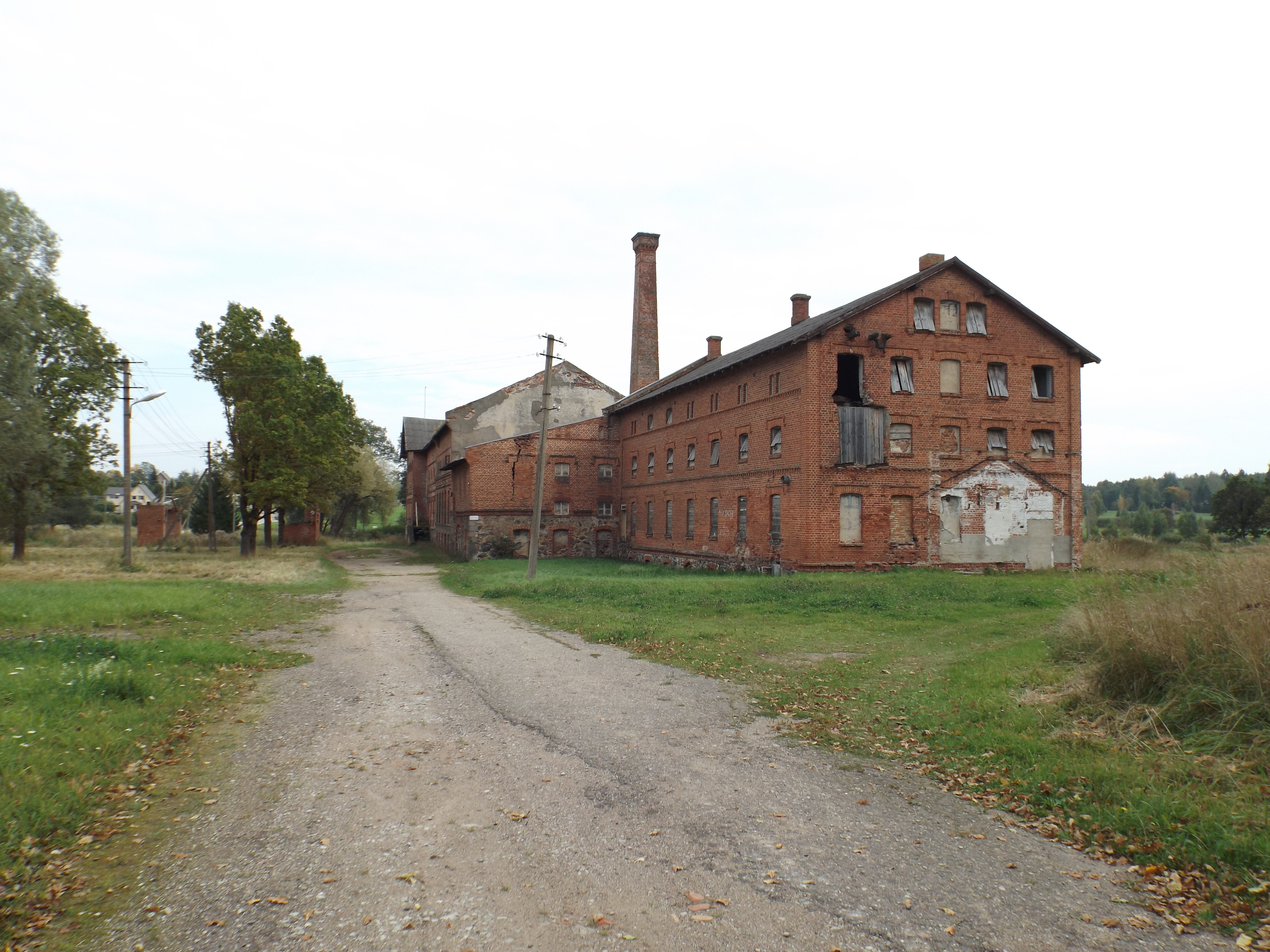
Fabrikgebäude auf dem Kawershof
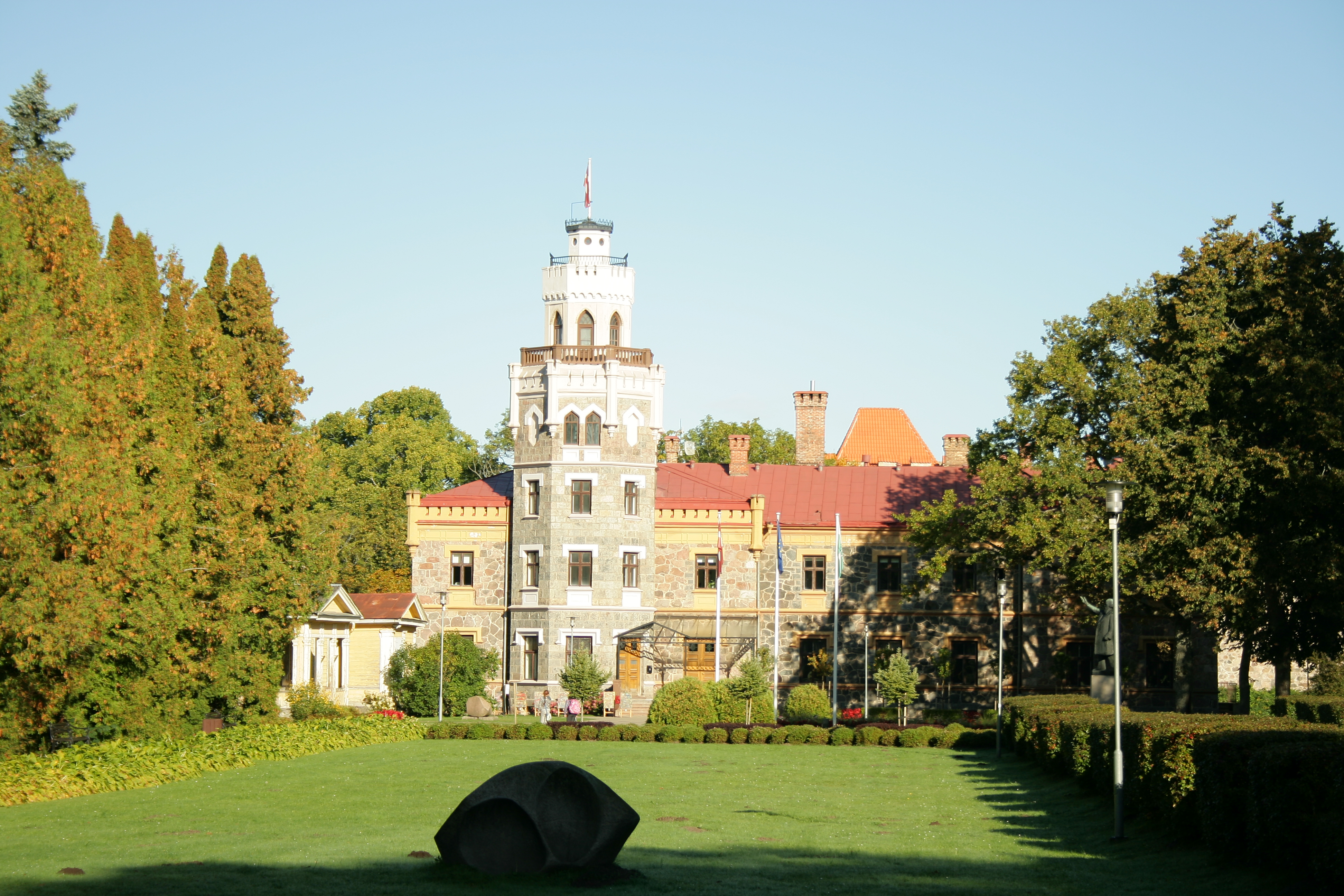
Schloss Lemburg oder Neues Schloss von Sigulda

## Wappen
Die Blasonierung des Stammwappens vom 29. März 1775 lautet: In Silber drei natürliche Laubbäume auf grünem Rasen, dazwischen ein laufender grauer Wolf. Auf dem Helm mit grün-silbernen Helmdecke ein natürlicher Laubbaum.